# Fylgia
Fylgia amazonica
Genre
Espèce
Fylgia est un genre de la famille des Libellulidae appartenant au sous-ordre des anisoptères dans l'ordre des odonates. Il ne comprend qu'une seule espèce : Fylgia amazonica. Une espèce forestière qui se reproduit dans les étangs stagnants. On retrouve Fylgia amazonica en Amérique latine, du Venezuela jusqu'au nord du Brésil.